# Wolfgang Güllich

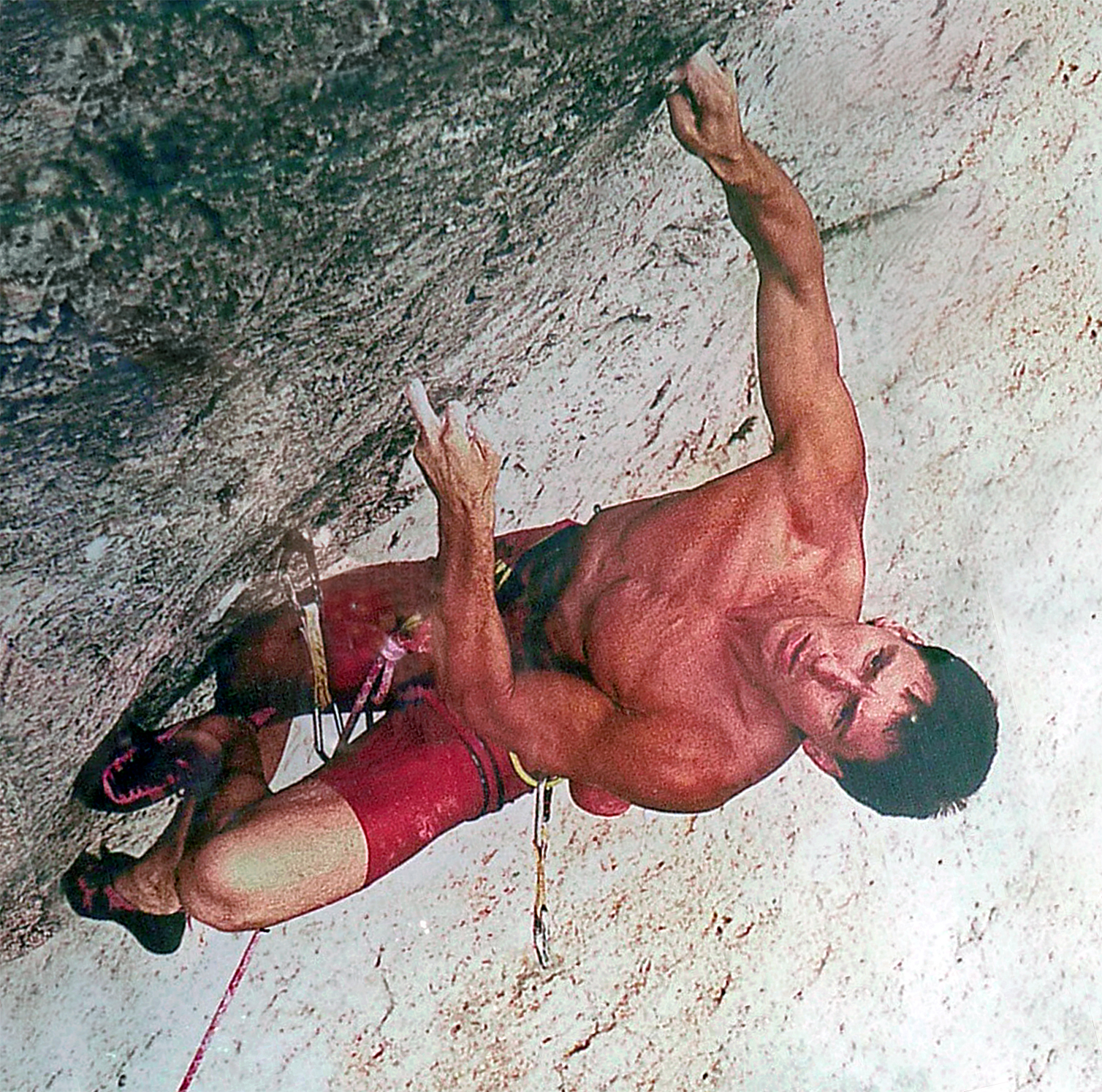
Wolfgang Güllich

Wolfgang Güllich (Ludwigshafen am Rhein, 24 oktober 1960 – Ingolstadt, 31 augustus 1992) was een Duits sportklimmer.

## Loopbaan
Al op vroege leeftijd begon Güllich met sportklimmen. Hij brak zijn rug toen hij van de Master's Edge aan Millstone Quarry in Derbyshire (Verenigd Koninkrijk) viel. Na zijn herstel klom hij in 1986 de route "separate reality" in Yosemite National Park free-solo, zonder touw. Hij was ook een stuntdubbel voor Sylvester Stallone in de film Cliffhanger. Wolfgang Güllich was de eerste die de korte route "Action Directe" in de Frankenjura (Duitsland) in 1991 klom, dit is de eerste 9a (XI (UIAA)) route ooit geklommen. Inmiddels is de route door dertien klimmers herhaald.
Güllich overleed, twee dagen na een auto-ongeluk, op 31 augustus 1992.